# Шевчук Василь (священник)
Василь Шевчук (псевдо: Кадило, Пластун; 12 серпня 1903, Стрий — 13 вересня 1948, Ряшів) — український релігійний діяч, священник УГКЦ, капелан УПА.

## Життєпис
Народився 12 серпня 1903 році в місті Стрию (нині Львівська область, Україна) у сім'ї судового урядника Івана Шевчука, який походив з заможної сім'ї на Калущинні та Урсули, уроджена Яблуновська, народилася на Перемишльщині, у сім'ї церковного диригента. У родині було семеро дітей. У семирічному віці Василь разом із сім'єю переїжджає в Дрогобич й поселяється на вулиці Сніжній (нині — вул. Петра Сагайдачного).

### Навчання
У 1915 році вступає до державної гімназії в Дрогобичі, де навчається 3 роки. Згодом продовжує навчання в державній гімназії Перемишля, де 5 жовтня 1923 р. складає випускний іспит («матуру»). Того ж року вступає до духовної семінарії в Перемишлі, яку закінчує весною 1930 року. 30 березня 1930 року рукоположений у священничий сан Перемишльським єпископом Йосафатом (Коциловським).

### Священиче служіння

Командири Перемиського Куреня УПА. Крайній зліва курінний капелан о. Василь Шевчук «Кадило»

6 квітня 1930 року Василь Шевчук відправив першу Службу Божу в дрогобицькому церкві Пресвятої Трійці (тепер — катедральний собор Самбірсько-Дрогобицької єпархії УГКЦ). Згодом Василь Шевчук служив у селах Дорожеві, Меденичах на Дрогобиччині, Грушатичах біля Добромиля. З 1932 року служив у селі Смерековець біля м. Горлиці, Павлокомі біля м. Динів, Пятковій Руській поряд з містом Бірча на Лемківщині.
На початку 1945 року від рук поляків загинуло декілька греко-католицьких священників у різних селах: 3 березня під час різні у Павлокомі загинув наступник Василя Шевчука на посаді місцевого пароха — отець Володимир Лемцьо, 5 березня — вся родина священника Копистянського у Вільшанах, 11 квітня — порубаний сокирами отець Олександр Білик з родиною в Березці, 15 квітня — отець Іван Дем'янчик у Скопові, а також отець Анатолій Сембратович у Бабичах, отець Орест Калужняцький в Іздебках.

Проповідь о. Василя Шевчука «Кадила» до вояків УПА на Святі Зброї

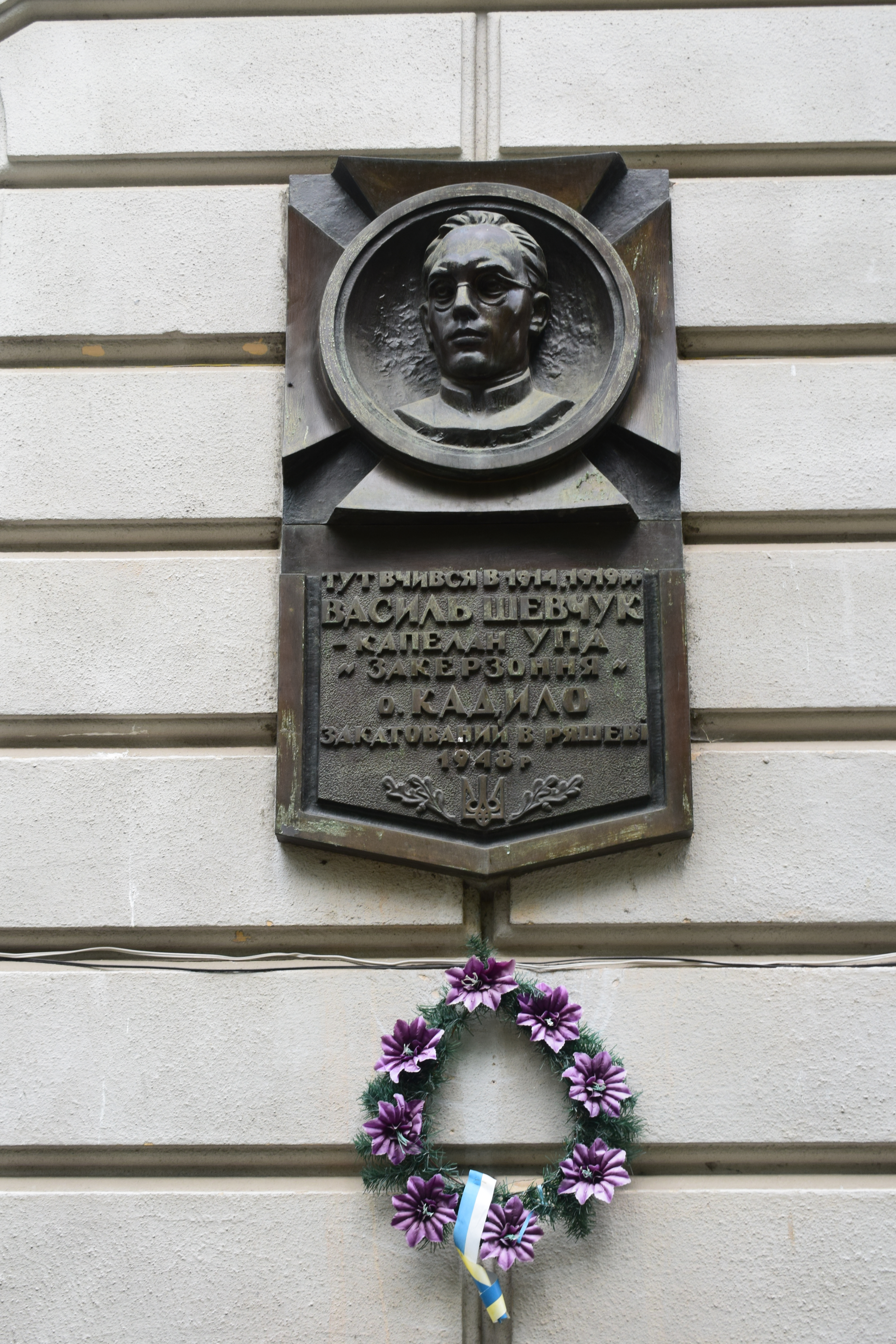
Меморіальна таблиця Василю Шевчуку на будинку колишньої Дрогобицької гімназії

### Капелан УПА
Ще у 1943 році Василь Шевчук хотів стати капеланом, у 14-й гренадерській дивізії Ваффен СС «Галичина», яка тоді формувалася, але з невідомих причин йому це не вдалось.
Українсько-польська війна, погрози та напади з боку польських партизанських формувань (Армії Крайової та Батальйонів хлопських), у серпні 1944 року Василь Шевчук на кілька місяців залишив парафію через постійні погрози, спонукали його приєднатися до УПА. Наприкінці літа 1944 року Василь Шевчук став капеланом в курені Матрина Мізерного-«Рена», який проходив вишкіл на Лемківщині. У листопаді 1944 року Василь Шевчук повернувся до своєї парафії в П'яткові Руській.
У січні 1946 року Василь Шевчук призначений курінним польовим капеланом Перемиського куреня та духівником «Залізної сотні» (Ударники-2) «Громенка». Василь Шевчук протягом 1945—1948 років був капеланом Української Повстанської Армії під псевдо «отець Кадило».
Перебуваючи в сотнях Перемиського Куреня УПА Громенка, Бурлаки, Крилача та Ластівки, «отець Кадило» служив польові Літургії, сповідав вояків, надавав їм духовну підтримку, хоронив померлих. Під опікою вояків священник опікувався тими парафіями Перемищини, які залишилися без душпастирів.

### Ув'язнення та загибель
У червні 1947 року під час Рейду на Захід із сотнею Громенка, знесиленого та хворого «отця Кадила» заарештували чехословацькі органи безпеки. У липні 1947 року його передали владі комуністичної Польщі. На час слідства і суду «отець Кадило» перебував у в'язниці служби безпеки в місті Ряшів (Польща), де пережив також знущання з боку кримінальних злочинців і слідчих.
8 червня 1948 року капелану о. Василю Шевчуку Ряшівський польський окупаційний суд виніс смертний вирок. 13 вересня 1948 року Василя Шевчука розстріляли. Місце поховання о. Шевчука донині не відоме. Вважається, що він похований на місцевому цвинтарі, де знайшли останнє пристановище багато синів українського народу.

## Вшанування пам'яті
У 1998 року на стіні педагогічного університету в Дрогобичі, де він вчився, вмурована скульптура на честь його.
Встановлено меморіальну дошку в Стрию, на будинку по вулиці Філарета Колесси № 51, де він народився.
У 2012 році зфільмовано документальну стрічку «Отець Кадило», присвячену о. Василю Шевчуку.
.
09 травня 2023 року у смт. Меденичі вулицю Юрія Ґаґаріна переймували на вулицю отця Василя Шевчука.